# Desmodium discolor
Desmodium discolor är en ärtväxtart som beskrevs av Julius Rudolph Theodor Vogel. Desmodium discolor ingår i släktet Desmodium och familjen ärtväxter.

## Underarter
Arten delas in i följande underarter:
- D. d. discolor
- D. d. villosum

## Bildgalleri

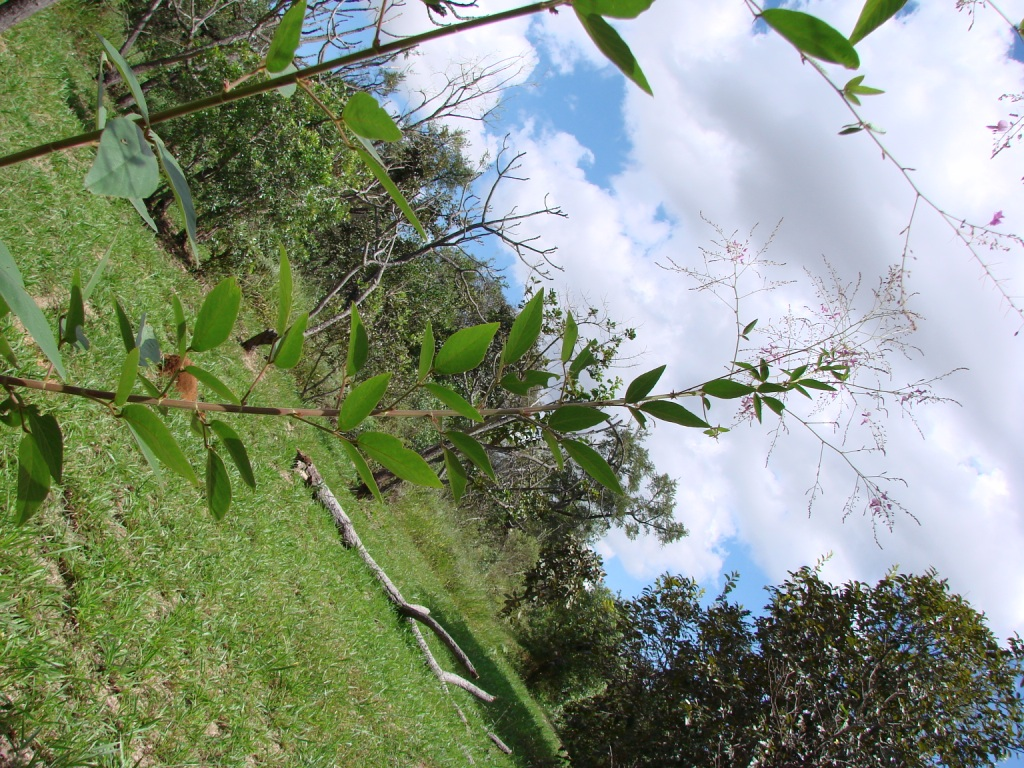
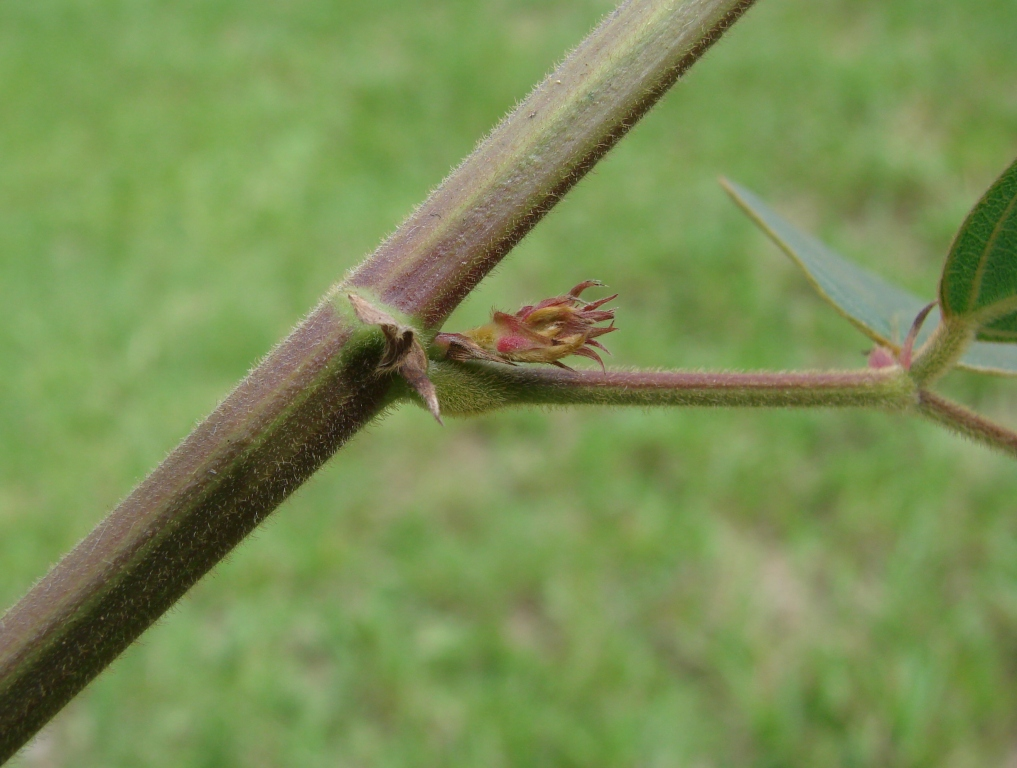
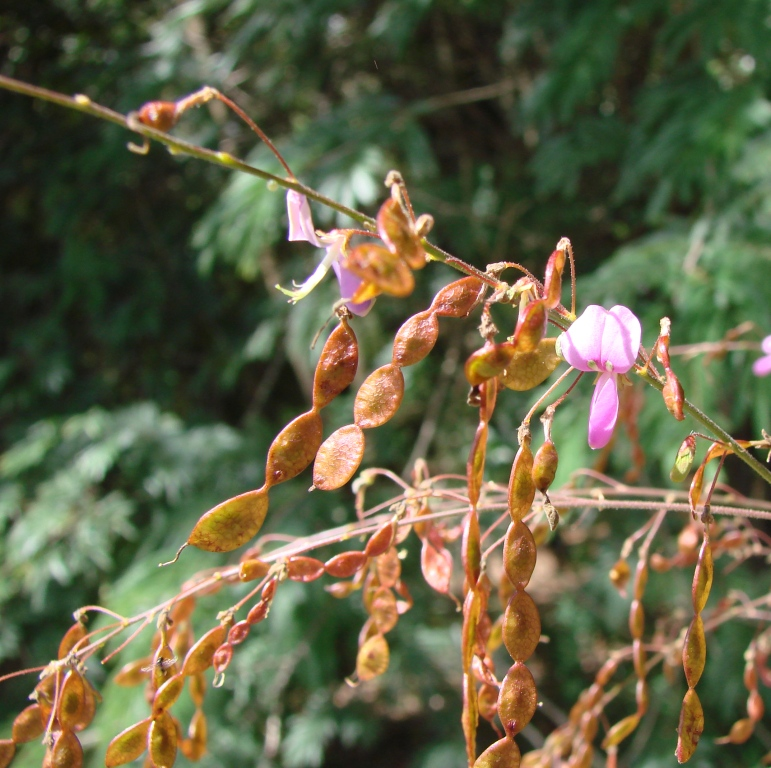